# Instancia (Perú)
Instancia es una localidad peruana ubicada en el distrito de Ayabaca, perteneciente a la provincia homónima del departamento de Piura, al norte del Perú. 

## Ubicación
Instancia se ubica al norte de la provincia de Ayabaca, en el distrito de Ayabaca, en el departamento de Piura.

## Demografía
En 2017 Instancia tenía una población de 23 habitantes.
| Gráfica de evolución demográfica de Instancia entre 1993 y 2017 |
|                                                                 |
| Fuentes: Población 1993 y 2017                                  |